# Rune Jansson (konstnär)
Karl Johan Rune Jansson, född 15 december 1918 på Blidö i Stockholms skärgård, död 10 september 2014 i Katarina församling i Stockholm, var en svensk målare, grafiker och författare.

## Biografi
Rune Janssons växte upp på Blidö, där föräldrarna försörjde sig på jordbruk, fiske och snickeriarbete. Han arbetade också med detta innan han 1941 började på Otte Skölds målarskola i Stockholm. Därefter fortsatte han konststudierna vid Konsthögskolan i Stockholm 1942–1944. Debututställningen hölls på Lilla Paviljongen (senare Hos Petra) i Stockholm 1949.
Under åren 1944–1966 var han gift med Eddie Figge. Han var lärare i teckning på Kungliga Tekniska Högskolans arkitekturavdelning från 1958. Under åren 1968–1975 var han professor på Konsthögskolan i Stockholm.
I Janssons konst återfinns ofta ett fåtal tecken, bestående av flera streck och en diffus fläck, som ger horisonter och vattenlinjer i rörelse; hans motiv har i första hand varit från Stockholms skärgård.
Han är en av pionjärerna i Sverige för den informella konsten, som han och Eddie Figge stiftade bekantskap med genom bland annat Hans Hartung när de bodde i Frankrike 1947. Jansson är representerad vid bland annat Kalmar konstmuseum, Norrköpings konstmuseum och Moderna museet i Stockholm. Rune Jansson är begravd på Skogskyrkogården i Stockholm.

## Offentliga verk i urval
- Klarälven också här (1967), fresk, Länsstyrelsen i Karlstad